# São Jorge (São Filipe)
São Jorge es una localidad caboverdiana del municipio de São Filipe.

## Geografía
La localidad está situada en la isla Fogo.

## Organización territorial
La localidad abarca los lugares y barrios de:
- Achada Mancarra
- Achada Pato
- Canalinho
- Cruz de Quemada
- Cutelo
- Palhal
- Peneiro
- Quemadinha (Queimada)
- Ribeira
- Tenda